# صنعار (عجلون)
صنعار منطقة سكنية تقع في لواء قصبة عجلون، محافظة عجلون في الأردن. تنتمي المنطقة لقضاء عرجان الذي يضم 8 مناطق. يقدر عدد سكانها بـ 900 نسمة حسب إحصاء 2015.

## الوصلات الخارجية
- دائرة الاحصاءات العامة